# Philautus umbra
Espèce
Statut de conservation UICN

 LC  : Préoccupation mineure
Philautus umbra est une espèce d'amphibiens de la famille des Rhacophoridae.

## Répartition
Cette espèce est endémique de l'État du Sarawak en Malaisie orientale, sur l'île de Bornéo. Elle ne se rencontre que dans le parc national du Gunung Mulu à une altitude comprise entre 900 et 1 300 m,. 
Sa présence est incertaine au Brunei.

## Publication originale
- Dring, 1987 : Bornean treefrogs of the genus Philautus (Rhacophoridae), Amphibia-Reptilia, vol. 8, no 1, p. 19-47.